# Санєєв Віктор Данилович
Ві́ктор Дани́лович Санє́єв (груз. ვიქტორ სანეევი; 3 жовтня 1945 — 3 січня 2022) — грузинський радянський легкоатлет, який спеціалізувався у потрійному стрибку, єдиний в історії триразовий олімпійський чемпіон з потрійного стрибка.

## Біографія
Народився й виріс у Сухумі.
Розпочав заняття легкою атлетикою 1956 року в Ґантіаді зі стрибків у висоту. Проте зазнав травми коліна й мусив 1963 року змінити спеціалізацію на горизонтальні стрибки. Тренувався в Акопа Керселяна, пізніше — під керівництвом Вітольда Креєра. Усі свої численні досягнення здобув у потрійному стрибку, хоча на початку кар'єри здобув срібні медалі у стрибках у довжину на юніорській першості Європи (1964) та чемпіонаті СРСР (1967).
Триразовий олімпійський чемпіон (1968, 1972, 1976) та срібний олімпійський призер (1980).
Дворазовий чемпіон Європи (1969, 1974) та дворазовий срібний призер чемпіонатів Європи (1971, 1978).
Шестиразовий чемпіон Європи в приміщенні (1970—1972, 1975—1977) та срібний призер чемпіонату Європи в приміщенні (1968).
Чемпіон (1970) та срібний призер (1973) Літньої універсіади.
Триразовий переможець (1967, 1973, 1975) та срібний призер (1970) у змаганнях з потрійного стрибка на Кубках Європи.
Володар двох срібних медалей на юніорській першості Європи (1964).
Восьмиразовий чемпіон СРСР просто неба та чотириразовий чемпіон СРСР у приміщенні з потрійного стрибка.
Автор трьох світових рекордів з потрійного стрибка — 17,23 (1968), 17,39 (1968) та 17,44 (1972). Багаторазовий рекордсмен Європи та СРСР у цій дисципліні.
Багаторазовий володар найвищих світових і європейських досягнень, а також рекордсмен СРСР у приміщенні з потрійного стрибка.
Після завершення спортивної кар'єри жив у Тбілісі, працював тренером молодіжної збірної Грузії та в апараті спортивного товариства «Динамо».
Випускник Грузинського інституту субтропічного господарства (1967, агроном) та Тбіліського державного інституту фізичної культури (1975, тренер-викладач).
Після розпаду СРСР разом з дружиною і сином емігрував до Австралії. Жив у Сіднеї, працював шкільним учителем фізкультури, згодом — тренером зі стрибків у Інституті спорту в штаті Новий Південний Уельс (Сідней).
Пішов з життя через серцевий напад у віці 76 років.

## Основні міжнародні виступи
| Рік  | Змагання                      | Місто         | Місце | Примітки         |
| ---- | ----------------------------- | ------------- | ----- | ---------------- |
| 1964 | Європейські юніорські ігри    | Варшава       | 2     |                  |
| 1964 | · (довжина)                   |               |       |                  |
| 1967 | Кубок Європи                  | Київ          | 1     |                  |
| 1968 | Європейські ігри в приміщенні | Мадрид        | 2     |                  |
| 1968 | Олімпійські ігри              | Мехіко        | 1     | Відео на YouTube |
| 1969 | Чемпіонат Європи              | Афіни         | 1     |                  |
| 1970 | Чемпіонат Європи в приміщенні | Відень        | 1     |                  |
| 1970 | Кубок Європи                  | Стокгольм     | 2     |                  |
| 1970 | Універсіада                   | Турин         | 1     |                  |
| 1971 | Чемпіонат Європи в приміщенні | Софія         | 1     |                  |
| 1971 | Чемпіонат Європи              | Гельсінкі     | 2     |                  |
| 1972 | Чемпіонат Європи в приміщенні | Гренобль      | 1     |                  |
| 1972 | Олімпійські ігри              | Мюнхен        | 1     | Відео на YouTube |
| 1973 | Кубок Європи                  | Единбург      | 1     |                  |
| 1973 | Універсіада                   | Москва        | 1     |                  |
| 1974 | Чемпіонат Європи в приміщенні | Гетеборг      |       |                  |
| 1974 | Чемпіонат Європи              | Рим           | 1     |                  |
| 1975 | Чемпіонат Європи в приміщенні | Катовиці      | 1     |                  |
| 1975 | Кубок Європи                  | Ніцца         | 1     |                  |
| 1976 | Чемпіонат Європи в приміщенні | Мюнхен        | 1     |                  |
| 1976 | Олімпійські ігри              | Монреаль      | 1     |                  |
| 1977 | Чемпіонат Європи в приміщенні | Сан-Себастьян | 1     |                  |
| 1978 | Чемпіонат Європи              | Прага         | 1     |                  |
| 1980 | Олімпійські ігри              | Москва        | 2     |                  |

## Визнання
- Найкращий атлет десятиріччя світу 1970—1980
- Кавалер Срібного Олімпійського ордена (1983)
- Член Зали слави Світової легкої атлетики (2013)
- СРСР:
  - Кавалер Ордена Леніна (1972)
  - Кавалер Ордена Жовтневої Революції (1980)
  - Кавалер Ордена Трудового Червоного Прапора (1969)
  - Кавалер Ордена Дружби народів (1976)
  - Кавалер Почесного Знаку «За заслуги у розвитку фізичної культури та спорту» (1990)
- Грузія:
  - «Спортсмен XX століття» в Грузії
  - Кавалер Ордена Досконалості (2018)
  - Почесний громадянин Тбілісі (2005)[6]

## Фільмографія
- «Секрет Виктора Санеева» на YouTube (реж. О. Габрилович, ТО «Екран», 1976) — документальний фільм про спортсмена; у фільмі беруть участь мати та дружина Санєєва, а також тренери збірної СРСР Ігор Тер-Ованесян і Вітольд Креєр.